# 청주 안심사 비로전
청주 안심사 비로전(淸州 安心寺 毘盧殿)은 충청북도 청주시 서원구에 있는 건축물이다. 1982년 12월 17일 충청북도의 유형문화재 제112호로 지정되었다.

## 개요
조선 광해군 5년(1613)에 세워진 건물로 조선시대 말기인 헌종 8년(1842)에 고쳤다.
안심사 비로전은 대적광전이라고도 하며 원래는 비로자나불을 모시는 법당이지만 이곳에서는 최근에 나한을 모시고 있다 해서 영산전이라 부르고 있다.
앞면 3칸·옆면 2칸으로 옆면이 사람 인(人)자 모양인 맞배집이다. 기둥 위에서 지붕 처마를 받치는 공포가 기둥 위와 기둥 사이에도 있는 다포계 양식이다. 가운데 칸은 공포를 2개씩, 양쪽 칸은 1개의 공포를 배치하였다.
안심사 비로전은 전체적으로 조선 후기 건축양식의 특징을 갖추고 있어 경내의 조선 중기 건축인 대웅전과 좋은 대비를 이루고 있다.